# Tianzhenosaurus
Tianzhenosaurus – rodzaj wymarłych gadów z rzędu dinozaurów ptasiomiednicznych,  roślinożerny dinozaur osiadły z rodziny ankylozaurów, zamieszkiwał tereny dzisiejszej Azji.

Obejmuje 1 znany nam gatunek:
- Tianzheonosaurus youngi- Pang & Cheng, 1998

## Dane podstawowe
Cechy tianzhenozaura:
pokrycie ciała: masywne tarczki i kolce, wbite w skórę, doskonale dopasowane do siebie, łuskowata skóra;
głowa: kolce wyrastające z tyłu w szczękach liczne drobne zęby, z przodu szeroki bezzębny dziób okryty substancją rogową;
uzębienie: patykowate zęby, ok. 400, o średniej długości 2 cm;
szyja: krótka, pokryta kolcami;
kończyny przednie: krótkie;
kończyny tylne:  masywne;
ogon: krótki, masywny, zakończony kostną buławą;

Wymiary średnie:
długość ciała 5-6 m;
wysokość 1,5 m;
masa 1500-2000 kg.
Pożywienie: rośliny nie wyższe niż 2 m
Okres występowania: późna kreda, ok. 80 mln temu.
Biotop: suche, gorące pustynie.
Znaczenie nazwy:
Tianzhenosaurus - jaszczur z Tianzhen

## Opis
Tianzhenozaur był jedynym chińskim ankylozaurem.

### Historia odkryć
Znajdowany w Azji.